# Тартаковський Анатолій Ісакович
Анато́лій Тартако́вський  (*31 травня 1954) — художник-живописець. Заслужений художник України (2009). Член Національної Спілки художників України. Син художника Ісаака Тартаковського і Праведниці народів світу Лідії Савчук.

## Біографія
Закінчив республіканську художню школу ім. Т. Г. Шевченка та Національну академію образотворчих мистецтв та архітектури в Києві. Учасник багатьох виставок в країні та за кордоном. Картини автора є власністю музеїв України, Росії, Ватикану та приватних колекцій в Європі, США, Канаді, Австралії. Основний творчий напрям — український соцарт, що ґрунтується на принципах неоімперсіонізму.
2006 року в Центрі сприяння розвитку мистецтв (Київ) була організована виставка Анатолія Тартаковського «Ідеї Середземноморського духу».
2021 року брав участь у виставці «Мова Праведників: творчість родин Праведників народів світу», яка проходила в галереї Національного банку України.
У січні 2024 року в київській галереї «Білий Світ» відкрито персональну виставку А. Тартаковського «Вектор егоцентризм».